# IC 4574
IC 4574 ist eine Balken-Spiralgalaxie vom Hubble-Typ SBb im Sternbild Nördliche Krone am Nordsternhimmel. Sie ist schätzungsweise 442 Millionen Lichtjahre von der Milchstraße entfernt.
Das Objekt wurde am 25. Juli 1895 von Stéphane Javelle entdeckt.